# Mäntysaaret (ö i Södra Savolax)
Mäntysaaret är en ö i Finland. Den ligger i sjön Pihlajavesi och i kommunen Puumala i den ekonomiska regionen  S:t Michel och landskapet Södra Savolax, i den södra delen av landet, 250 km nordost om huvudstaden Helsingfors. Öns area är 5,1 hektar och dess största längd är 440 meter i nord-sydlig riktning.  Notera att namnet antyder att det är fråga om flera öar.